# Mormonia dilecta
Mormonia dilecta là một loài bướm đêm trong họ Noctuidae.